# Giancarlo Bellini
Giancarlo Bellini (født 15. september 1945 i Crosa) er en tidligere italiensk landevejscykelrytter som er mest berømt for at have vundet den prikkede bjergtrøje i Tour de France 1976. Han har også vundet en etape i Giro d'Italia 1978.